# Rocky Island (Pennsylvanie)
Pour les articles homonymes, voir Rocky Island (homonymie).
Rocky Island (en français : Île Rocheuse) est une île fluviale américaine située sur la Susquehanna, dans l'État de Pennsylvanie.

## Description
L'île, inhabitée et boisée, se trouve à environ deux kilomètres à l'est du village d'East Berwick (en). Elle s'étend sur 600 m, pour une largeur maximale de 150 m.